# Carl Nieroth
Carl Gustaf von Nieroth (1650 - mort en 1712) est un officier suédois. Il a été gouverneur général du duché d'Estonie en 1709–1710 et de Finlande en 1710–1712.

## Biographie
Carl Nieroth est le fils d'Otto Nieroth et de Gertrud Baranoff.
Il est recensé à partir de 1671 comme responsable du cornet à pistons pour l'armée suédoise en Poméranie suédoise.
Le 7 janvier 1686, il épouse Christina Margareta Horn (?-17 septembre 1703) à Stockholm.
En 1692, il devient lieutenant-colonel, puis major-général en 1700 et lieutenant-général en 1704.
Au cours de la grande guerre du Nord, Nieroth est impliqué dans plusieurs victoires, dont la bataille de Varsovie.
Après le siège de Viborg (1710), Nieroth est envoyé pour reprendre la place. Il rassemble 10 000 hommes qui assiègent l'endroit en 1711, sans succès.